# Special Edition (J.J. Cale)
Special Edition è una raccolta di J.J. Cale, pubblicata dalla Mercury Records nel 1984.

## Tracce
Lato A
1. Cocaine – 2:50 (J.J. Cale) – Tratto dall'album Troubadour (1976)
2. Don't Wait – 3:08 (J.J. Cale, Christine Lakeland) – Tratto dall'album Grasshopper (1982)
3. Magnolia – 3:23 (J.J. Cale) – Tratto dall'album Naturally (1971)
4. Devil in Disguise – 2:02 (J.J. Cale) – Tratto dall'album Grasshopper (1982)
5. Sensitive Kind – 3:36 (J.J. Cale) – Tratto dall'album 5 (1979)
6. Carry On – 2:19 (J.J. Cale) – Tratto dall'album Shades (1981)
7. After Midnight – 2:22 (J.J. Cale) – Tratto dall'album Naturally (1971)

Lato B
1. Money Talks – 4:15 (J.J. Cale, Christine Lakeland) – Tratto dall'album 8 (1983)
2. Call Me the Breeze – 2:35 (J.J. Cale) – Tratto dall'album Naturally (1971)
3. Lies – 2:48 (J.J. Cale) – Tratto dall'album Really (1972)
4. City Girls – 2:49 (J.J. Cale) – Tratto dall'album Grasshopper (1982)
5. Cajun Moon – 2:15 (J.J. Cale) – Tratto dall'album Okie (1974)
6. Don't Cry Sister – 2:13 (J.J. Cale) – Tratto dall'album 5 (1979)
7. Crazy Mama – 2:23 (J.J. Cale) – Tratto dall'album Naturally (1971)

## Date registrazioni
- Cocaine: 9 settembre 1975 al Columbia Studios e al Crazy Mamas Studios di Nashville (Tennessee)
- Don't Wait: 19 gennaio 1980 al Columbia Studios di Nashville (Tennessee)
- Magnolia: 4 ottobre 1970 al Bradley's Barn di Mt. Juliet (Tennessee)
- Devil in Disguise: febbraio 1981, North Hollywood (California)
- Sensitive Kind: 14 settembre 1977 al Crazy Mamas Studios di Nashville (Tennessee)
- Carry On: 26 settembre 1980 al Capitol Studios di Hollywood (California)
- After Midnight: 25 giugno 1971 al Bradley's Barn, Mt. Juliet (Tennessee)
- Money Talks: 15 febbraio 1983 al Warner Bros. di North Hollywood (California)
- Call Me the Breeze: 29 settembre 1970 al Moss Rose Studio di Nashville (Tennessee)
- Lies: 8 aprile 1972 al Muscle Shoals Sound, Muscle Shoals (Alabama) e al Bradley's Barn, Mt. Juliet (Tennessee)
- City Girls: 17 gennaio 1980 al Columbia Studio di Nashville (Tennessee)
- Cajun Moon: 20 novembre 1973 al Bradley's Barn, Mt. Juliet (Tennessee)
- Don't Cry Sister: luglio 1972 al Lakehouse, Old Hickory (Tennessee)
- Crazy Mama: 29 settembre 1970 al Moss Rose Studio di Nashville (Tennessee)

## Musicisti
Brano A1
- J.J. Cale  - basso, chitarre elettriche, voce
- Kenneth Buttrey - batteria

Brano A2
- J.J. Cale - chitarra elettrica, voce
- Harold Bradley - chitarra elettrica
- Ray Edenton - chitarra ritmica
- Tony Migliore - pianoforte
- Terry McMillian - armonica
- Bobby Moore  - basso
- Buddy Harmon  - batteria
- Christine Lakeland - voce

Brano A3
- J.J. Cale - chitarra elettrica, voce
- Weldon Myrick  - chitarra steel
- Jimmy Capps - chitarra ritmica
- Bob Wilson - pianoforte
- Ed Colis - armonica
- Tim Drummond - basso
- Karl Himmel - batteria

Brano A4
- J.J. Cale - basso, chitarra elettrica, voce
- Christine Lakeland - voci
- Bill Boatman - batteria

Brano A5
- J.J. Cale - chitarra elettrica, voce
- David Briggs - pianoforte
- Farrell Morris - vibrafono
- Carl Radle  - basso
- Buddy Harmon  - batteria
- Jim Karstein  - congas
- Dennis Good  - corno
- Don Sheffield - corno
- George Tidwell - corno
- Terry Williams - corno
- Carl Gorodetzky - string
- Marvin Chantry - string
- Roy Christensen - string
- Shelly Kurland - string
- Cam Mullins - arrangiamenti strumenti a corda

Brano A6
- J.J. Cale - chitarra elettrica, chitarra ritmica, voce
- Christine Lakeland - voce, organo
- Tommy Tedesco - chitarra elettrica ritmica
- Carol Kaye - basso
- Russ Kunkel - batteria

Brano A7
- J.J. Cale - chitarra, voce
- Jerry Whitehurst - pianoforte, organo
- Norbert Putnam - basso
- Chuck Browning - batteria

Brano B1
- J.J. Cale - chitarra, voce
- Christine Lakeland  - chitarra ritmica, voce
- Glen D. Hardin - pianoforte
- Spooner Oldham - organo
- Tim Drummond - basso
- Jim Keltner  - batteria
- Jim Karstein  - percussioni

Brano B2
- J.J. Cale - chitarra, voce
- Carl Radle - basso
- "Ace Tone Rhythm Machine" - batteria

Brano B3
- J.J. Cale - chitarra
- Joanne Sweeney - voce
- Jerry Masters - chitarra
- Joe Mills - chitarra
- Jimmy Johnson - chitarra ritmica
- Bob Phillips - tromba
- Don Sheffield - tromba
- Bill Humble - trombone
- Norm Ray - sassofono baritono
- Barry Beckett - pianoforte elettrico
- David Hood - basso
- Roger Hawkins - batteria

Brano B4
- J.J. Cale - chitarra elettrica, chitarra slide, voce
- Reggie Young - chitarra elettrica solista
- Johnny Christopher - chitarra ritmica
- David Briggs - pianoforte
- Bobby Emmons - organo
- Tommy Cogbill - basso
- Kenneth Buttrey - batteria

Brano B5
- J.J. Cale - basso
- Reggie Young - chitarra solista
- Beegie Cruzer - tastiere
- Kenny Malone - batteria
- Farrell Morris - percussioni

Brani B6
- J.J. Cale - basso, batteria, chitarra
- Christine Lakeland - chitarra ritmica, organo, percussioni, voci

Brano B7
- J.J. Cale - chitarra, voce
- Mac Gayden - chitarra slide
- Carl Radle - basso
- "Ace Tone Rhythm Machine" - batteria